# Hrabkov
Hrabkov este o comună slovacă, aflată în districtul Prešov din regiunea Prešov. Localitatea se află la altitudinea de 452 m deasupra n.m., se întinde pe o suprafață de 16,7 km2 și în 2017 număra 698 de locuitori.

## Istoric
Localitatea Hrabkov este atestată documentar din 1330.

## Demografie
| An:                | 1994 | 2004   | 2014   | 2024   |
| ------------------ | ---- | ------ | ------ | ------ |
| Număr de persoane: | 773  | 702    | 698    | 735    |
| Diferență:         |      | −9,18% | −0,56% | +5,30% |

| An:                | 2023 | 2024   |
| ------------------ | ---- | ------ |
| Număr de persoane: | 716  | 735    |
| Diferență:         |      | +2,65% |